# Roger Bernat II de Castellbò
Roger Bernat II de Castellbò (? - 1381), senyor de Montcada, vescomte de Castellbò i baró de Castellví de Rosanes (1352-1381).
Fill de Roger Bernat I de Castellbò i la seva esposa Constança Pérez de Luna.
Es casà amb la dama francesa Gerarda de Navailles, amb la qual va tenir:
- l'infant Roger Bernat de Castellbò
- l'infant Mateu I de Foix (?-1398), vescomte de Castellbò i comte de Foix
- la infanta Isabel de Foix (?-1426), comtessa de Foix i casada el 1381 amb Arquimbald de Grailly